# Hamburg Stadtpark
L'Hamburg Stadtpark è un grande parco urbano nel quartiere di Winterhude, nel distretto di Hamburg-Nord. Con una superficie di 148 ettari (366 acri), è il secondo parco più grande della città dopo l'Altona Volkspark. Lo Stadtpark è considerato il "cuore verde" di Amburgo, nonostante si trovi a circa 3 km dal centro della città.
Inaugurato nel 1914, lo Stadtpark è un importante esempio di progettazione paesaggistica tedesca e di trasformazione da giardino urbano a parco urbano.

## Storia

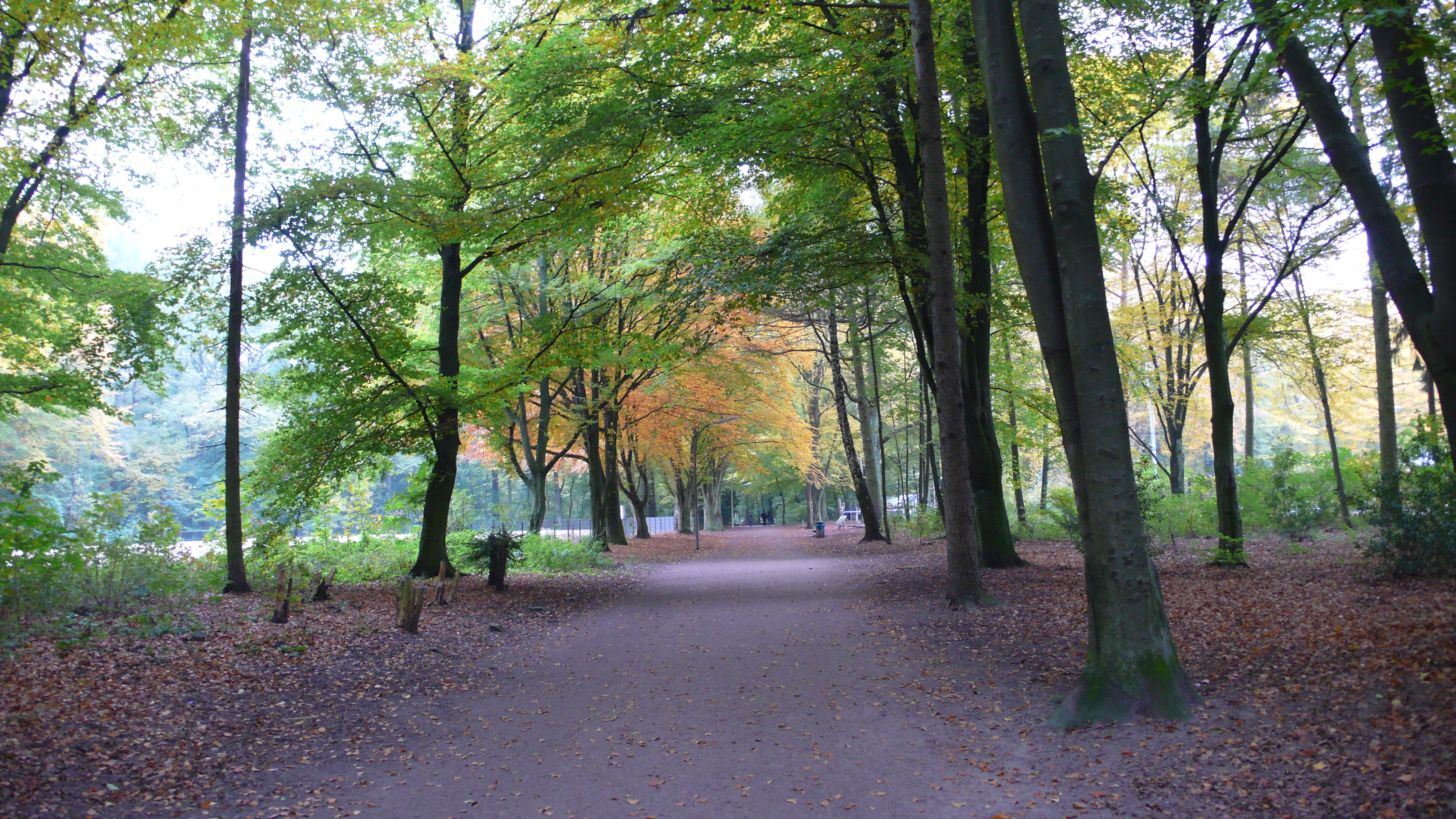
Strada del parco

Come molte città durante l'era dell'industrializzazione, Amburgo è cresciuta in modo sostanziale negli ultimi decenni del XIX secolo e molti spazi aperti di un tempo sono stati edificati. Per controbilanciare questo sviluppo, nel 1901 il Senato di Amburgo e il Parlamento di Amburgo decisero di acquistare il cosiddetto Sierich Grove (Sierichsches Gehölz) e di sviluppare un parco urbano. Nel 1908 fu indetto un concorso pubblico di progettazione, ma non si riuscì a raggiungere un consenso. Nel gennaio 1909, l'ingegnere Fritz Sperber presentò due progetti - basati sui risultati del concorso - a nome del Senato, uno paesaggistico e pittorico, l'altro geometrico. Nel giugno 1909, Fritz Schumacher fu nominato direttore del Dipartimento di Pianificazione e Ispezione Edilizia della città e nel gennaio 1910 presentò al Parlamento un progetto che fu poi approvato. Il parco fu inaugurato quattro anni dopo, anche se ci sarebbero voluti altri 14 anni prima che fosse definitivamente completato. Dopo il 1918, i lavori di giardinaggio e paesaggistica furono eseguiti principalmente da Otto Linne, il primo direttore dell'orticoltura di Amburgo.
Durante i bombardamenti su Amburgo nella Seconda Guerra Mondiale, un paio di edifici all'interno del parco furono distrutti e non furono ricostruiti dopo la guerra. Negli anni '60, la necessità di ulteriori spazi per uffici portò allo sviluppo di City Nord, un quartiere commerciale decentrato situato a nord-est dello Stadtpark.

## Struttura

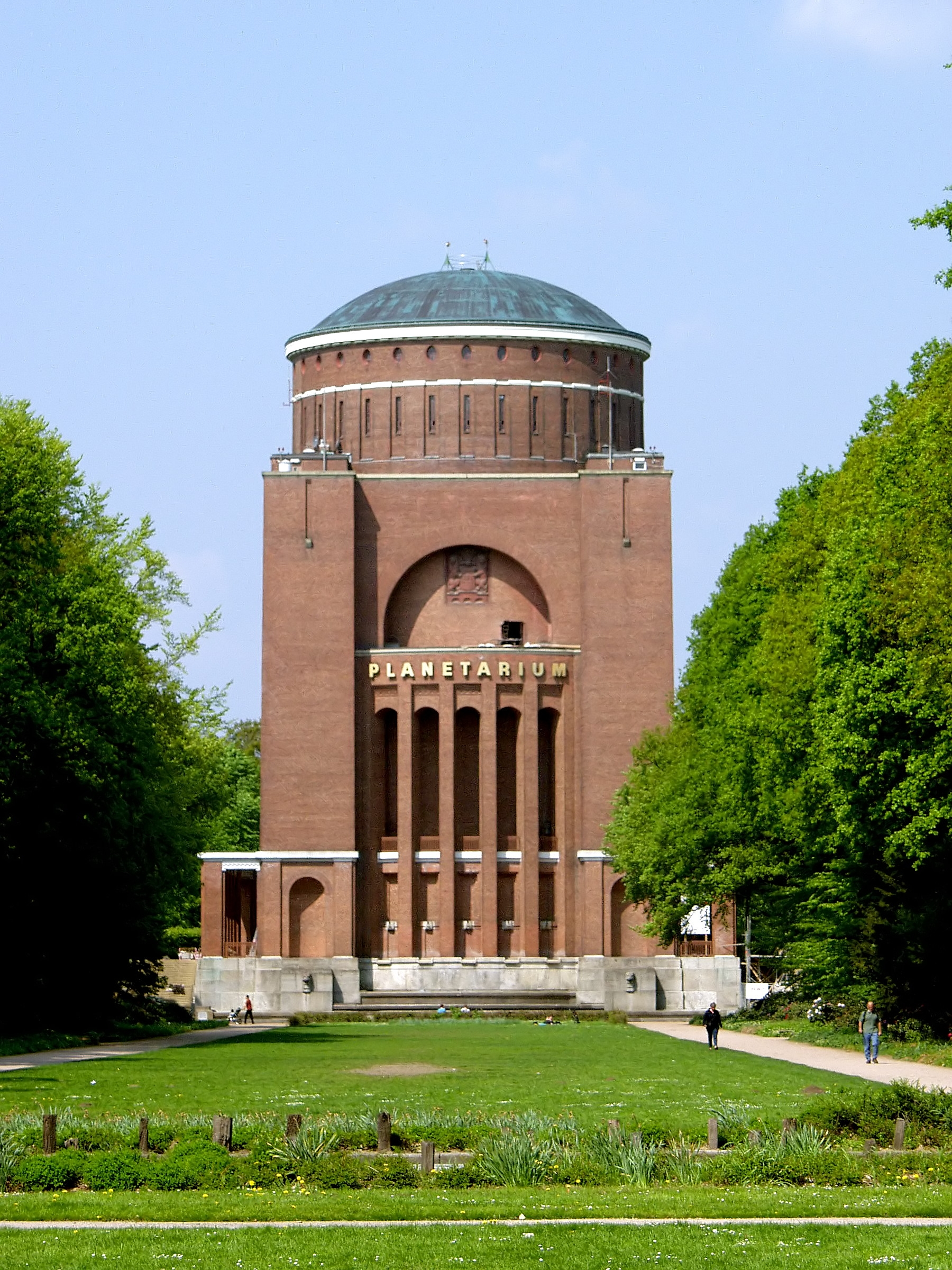
Planetario di Amburgo

Il punto di riferimento più famoso del parco è il Planetario di Amburgo, un'ex torre dell'acqua. Di notte, la torre è illuminata con vari colori. La torre in mattoni, alta 64 metri, fu progettata da Oskar Menzel e costruita nel 1914. Dal 1930 ospita il più grande planetario della Germania. La torre si trova nella metà occidentale del parco ed è raggiungibile attraverso un viale lungo 500 metri sul lato orientale. Questo viale conduce al Grande Prato (Festwiese), che confina con il lago artificiale dello Stadtpark (Stadtparksee).
A metà strada il parco è attraversato da una strada. La maggior parte della metà occidentale e i bordi del parco sono costituiti da boschi selvatici. Ai margini del parco si trovano anche diversi campi e palazzetti dello sport, un lido all'aperto e uno stadio di atletica. Decine di campi da gioco e impianti sportivi sono sparsi in tutto il parco. Lo stadio dell'Hamburger Rugby Club si trova nella Saarlandstraße, nella parte nord-orientale del parco. Nell'angolo nord-orientale si trova la Freilichtbühne, un palco all'aperto per concerti musicali.
Il lago è collegato alla vasta rete di vie d'acqua di Amburgo attraverso il Goldbekkanal. I traghetti Alster fanno servizio tra lo Stadtpark e Jungfernstieg, nel centro della città.
Ogni anno, a settembre, si svolge una gara di auto d'epoca (Stadtpark-Revival).